# Dornier Do 24
Dornier Do 24 là một thiết kế máy bay đổ bộ mặt nước 3 động cơ của Đức trong thập niên 1930, do hãng Dornier Flugzeugwerke thiết kế cho lực lượng tuần tra biển và tìm kiếm cứu nạn trên biển. Theo những hồ sơ của Dornier, khoảng 12.000 người đã được những chiếc Do 24 cứu nguy trong thời gian hoạt động. Tổng cộng đã có 279 chiếc được chế tạo tại các nhà máy trong khoảng thời gian 1937-1945.

## Thiết kế và phát triển
Dornier Do 24 được thiết kế nhằm đáp ứng yêu cầu của Hải quân Hà Lan về một mẫu máy bay thay thế loại Dornier Wal được dùng ở Đông Ấn thuộc Hà Lan. Đây là một máy bay một tầng cánh hoàn toàn làm bằng kim loại với một vỏ ngoài lớn và cánh sườn ổn định. Máy bay được trang bị 3 động cơ piston đặt trên cánh. 2 máy bay chế tạo đầu tiên được trang bị động cơ dầu 447 kW (600 hp) Junkers Jumo 205C. 2 mẫu sau đó trang bị động cơ 652 kW (875 hp) Wright R-1820-F52 Cyclone, theo yêu cầu của Hà Lan, nhằm sử dụng cùng những động cơ với Martin 139. Máy bay thứ ba (với những động cơ Cyclone) thực hiện chuyến bay đầu tiên vào ngày 3 tháng 7-1937. 6 máy bay Hà Lan (tên gọi Do 24K-1) được chế tạo tại Đức, sau đó nó còn được chế tạo bởi hãng Aviolanda tại Hà Lan theo giấy phép (dưới tên gọi Do 24K-2). 

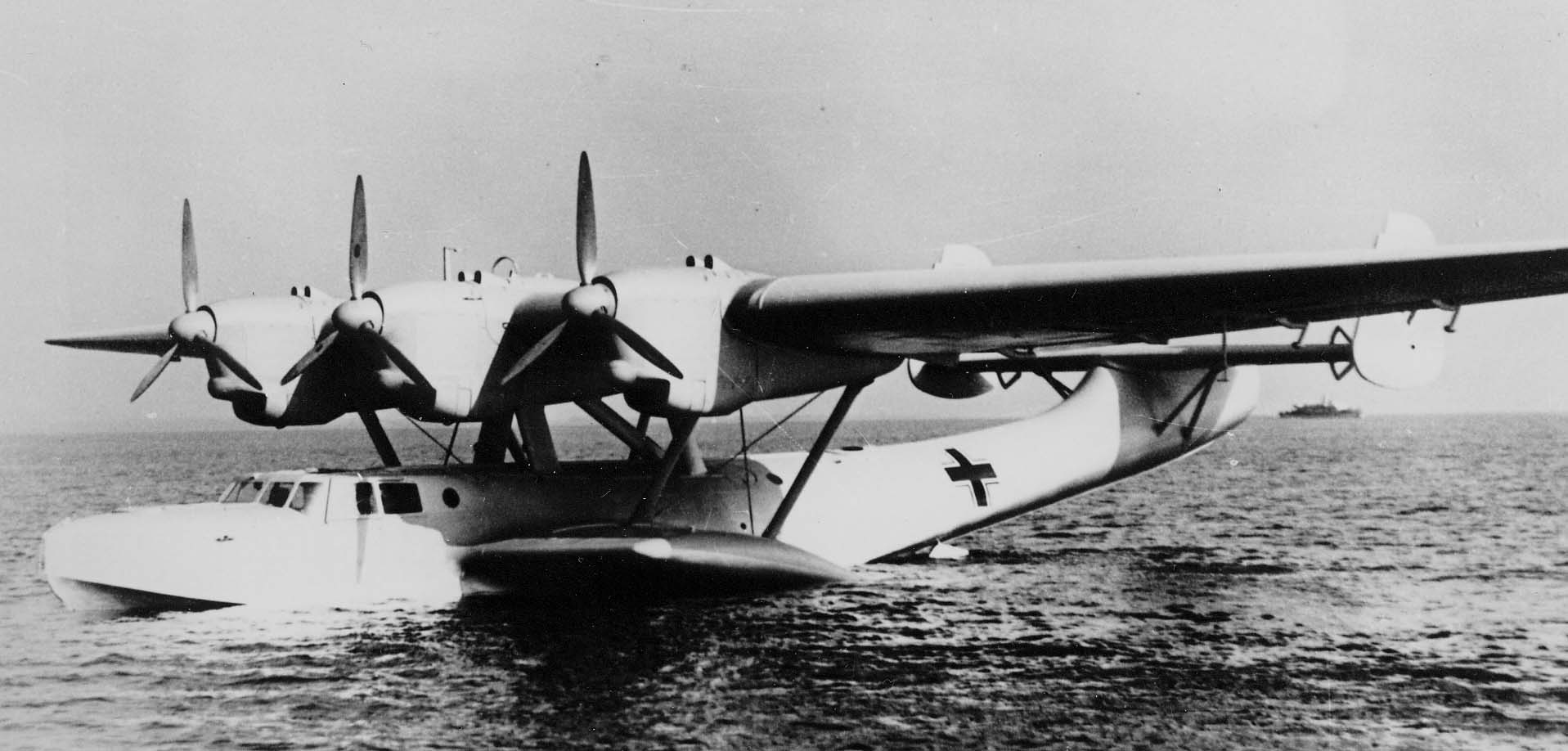
Do 24

Chỉ có 25 máy bay được chế tạo tại dây chuyển lắp ráp của Aviolanda trước khi bị Đức chiếm đóng. Không quân Đức đã quan tâm đến những máy bay hoàn chỉnh và từng phần hoàn chỉnh. Dây chuyển sản xuất của Hà Lan tiếp tục được vận hành dưới sự điều khiển của Đức. 11 khung máy bay được hoàn thành với những động cơ Wright Cyclone mua của Hà Lan, nhưng sau đó sử dụng động cơ BMW Bramo 323R-2. 159 chiếc khác được chế tạo tại Hà Lan trong suốt quá trình chiếm đóng, đa số dưới tên gọi Do 24T-1.
Một dây chuyền sản xuất khác của D0 24 cũng được xây dựng tại Sartrouville, Pháp, trong thời gian chiếm đóng của Đức. Dây chuyền này được vận hành bởi SNCA và có khả năng để sản xuất 48 chiếc Do 24 khác. Sau khi Pháp giải phóng, dây chuyến này đã sản xuất thêm 40 chiếc Do 24 nữa, những máy bay này đã hoạt động trong Hải quân Pháp đến năm 1952.

## Lịch sử hoạt động
37 chiếc Do 24 do Hà Lan và Đức chế tạo đã được gửi đến Đông Ấn thuộc Hà Lan vào thời điểm Đức chiếm đóng Hà Lan vào tháng 6-1940. Cho đến khi chiến tranh bùng nổ, những máy bay này đã được sơn 3 phù hiệu khác nhau. Sau đso, để tránh lẫn lộn với những phù hiệu của Anh và Pháp, máy bay Hà Lan đã sơn một huy hiệu hình tam giác viền đen. Sau khi Nhật Bản chiếm đóng xứ Đông Ấn thuộc Hà Lan 6 chiếc Do 24 còn lại được chuyển cho Không quân Hoàng gia Australia vào tháng 2-1942. Chúng hoạt động trong RAAF trong suốt năm 1944 như các cuộc vận chuyển tại New Guinea, khiến Do 24 trở thành máy bay hoạt động trong cả hai phe trong Chiến tranh Thế giới II
Trong thời gian chiến tranh, 1 chiếc Do 24 của Đức đã thực hiện hạ cánh khẩn cấp tại Thụy Điển, một nước trung lập, nó đã bị bắt giữ và người Thụy Điển đã trả tiền để mua nó, và nó tiếp tục hoạt động ở Thụy Điển cho đến năm 1952.
Năm 1944, 12 chiếc Do 24 do Hà Lan chế tạo đã được cung cấp cho Tây Ban Nha. Sau chiến tranh, một vài chiếc do Pháp chế tạo cũng được tìm thấy ở Tây Ban Nha. Những chiếc Do 24 của Tây Ban Nha hoạt động đến tận năm 1967. Năm 1971, một trong những chiếc Do 24 cuối cùng của Tây Ban Nha đã quay trở lại nhà máy Dornier tại Hồ Constance để làm vật trưng bày.

## Các phiên bản

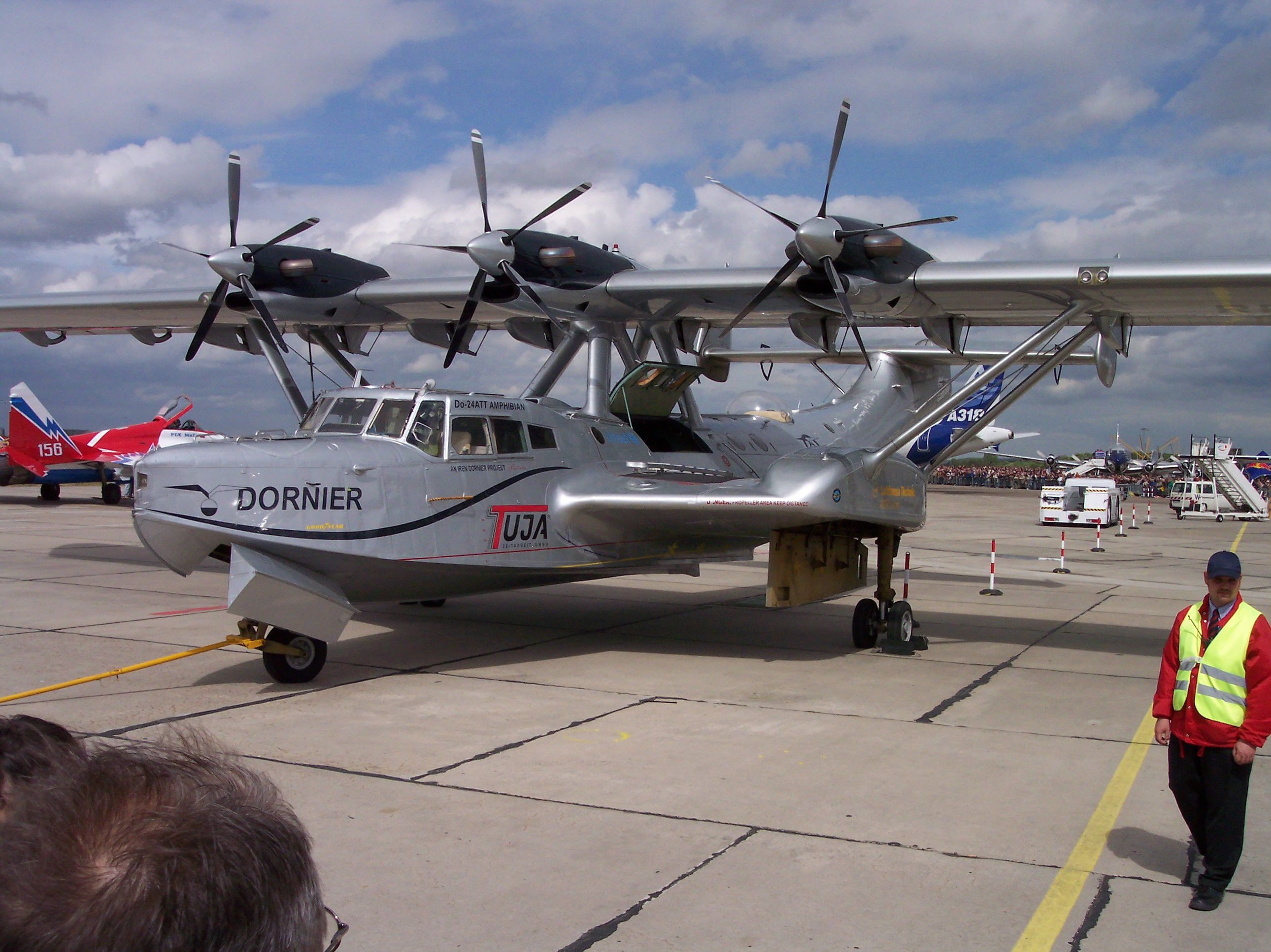
Do-24 ATT và động cơ phục hồi

Do 24K-1
Máy bay do Đức sản xuất, 6 chiếc.
Do 24K-2
Máy bay do Hà Lan sản xuất theo giấy phép, trang bị động cơ (746 kW) 1000 hp Wright R-1820-G102.
Do 24N-1
Máy bay do Hà Lan sản xuất, những chiếc Do 24K-2 này trang bị cho Không quân Đức, thực hiện nhiệm vụ giải cứu trên không-biển, trang bị động cơ (746 kW) 1000 hp Wright R-1820-G102, 11 chiếc chuyển đổi.
Do 24T-1
Máy bay do Pháp sản xuất, 48 chiếc.
Do 24T-1
Máy bay do Hà Lan sản xuất cho Không quân Đức, trang bị động cơ BMW Bramo 323R-2, 159 chiếc (bao gồm T-2 và T-3).
Do 24T-2
Do 24T-1 với những thay đổi nhỏ.
Do 24T-3
Do 24T-1 với những thay đổi nhỏ.
Do 24 ATT
Mẫu khôi phục sau chiến tranh với động cơ tuabin phản lực cánh quạt Pratt & Whitney Canada PT6A-45, 1 chiếc.
Do 318
Một chiếc Do 24T cải tiến năm 1944 với hệ thống điều khiển lớp bên.

## Các quốc gia sử dụng
Úc
- Không quân Hoàng gia Australia

 Pháp
- Không quân Pháp (sau chiến tranh)

 Đức Quốc xã
- Không quân Đức

 Hà Lan
- Không quân Hà Lan

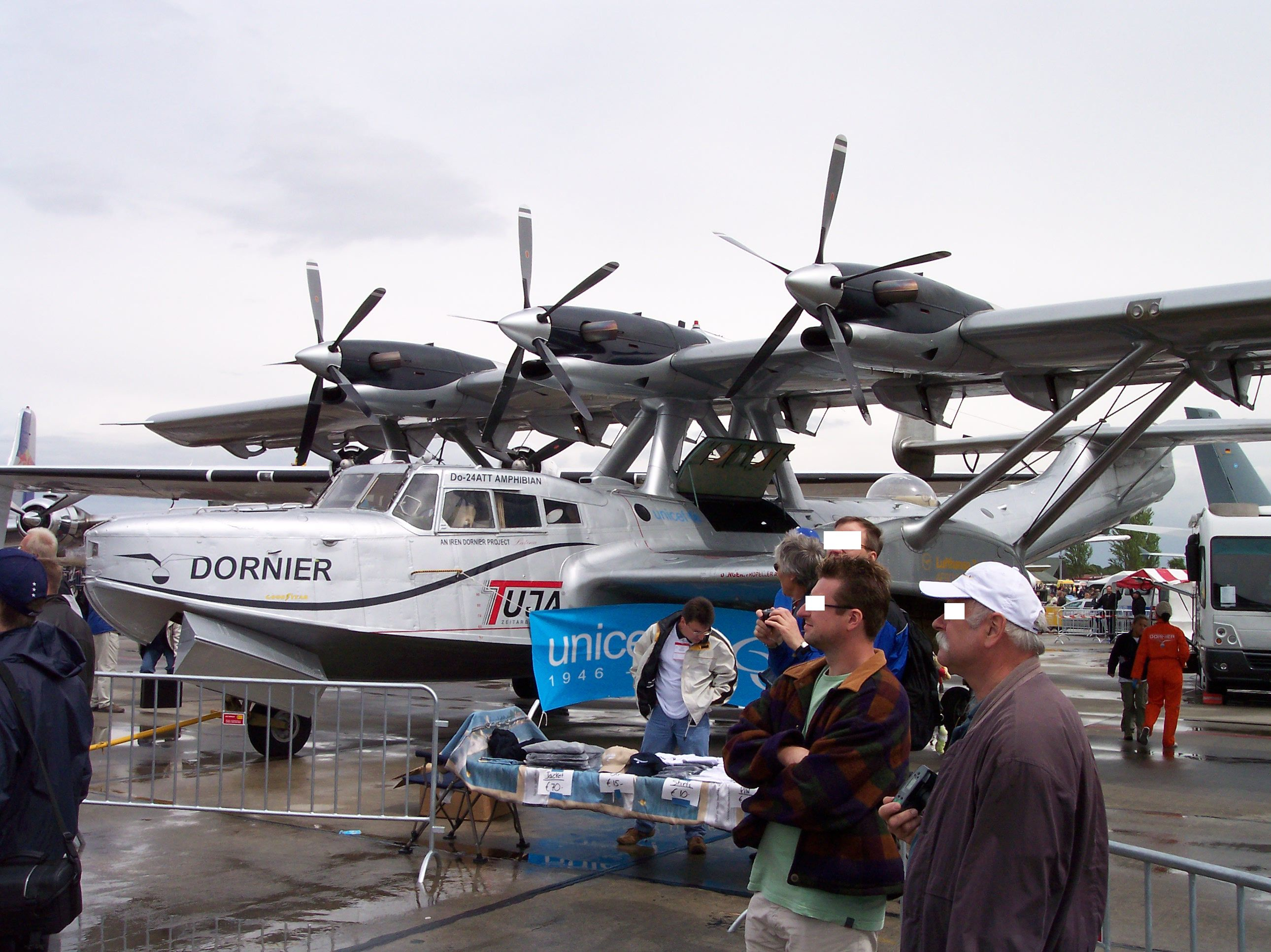
Dornier Do 24 ATT

- Không quân Hoàng gia Đông Ấn Hà Lan (ML-KNIL)

 Nhà nước Tây Ban Nha
- Không quân Tây Ban NHa

 Thụy Điển
- Không quân Thụy Điển

## Các mẫu còn tồn tại

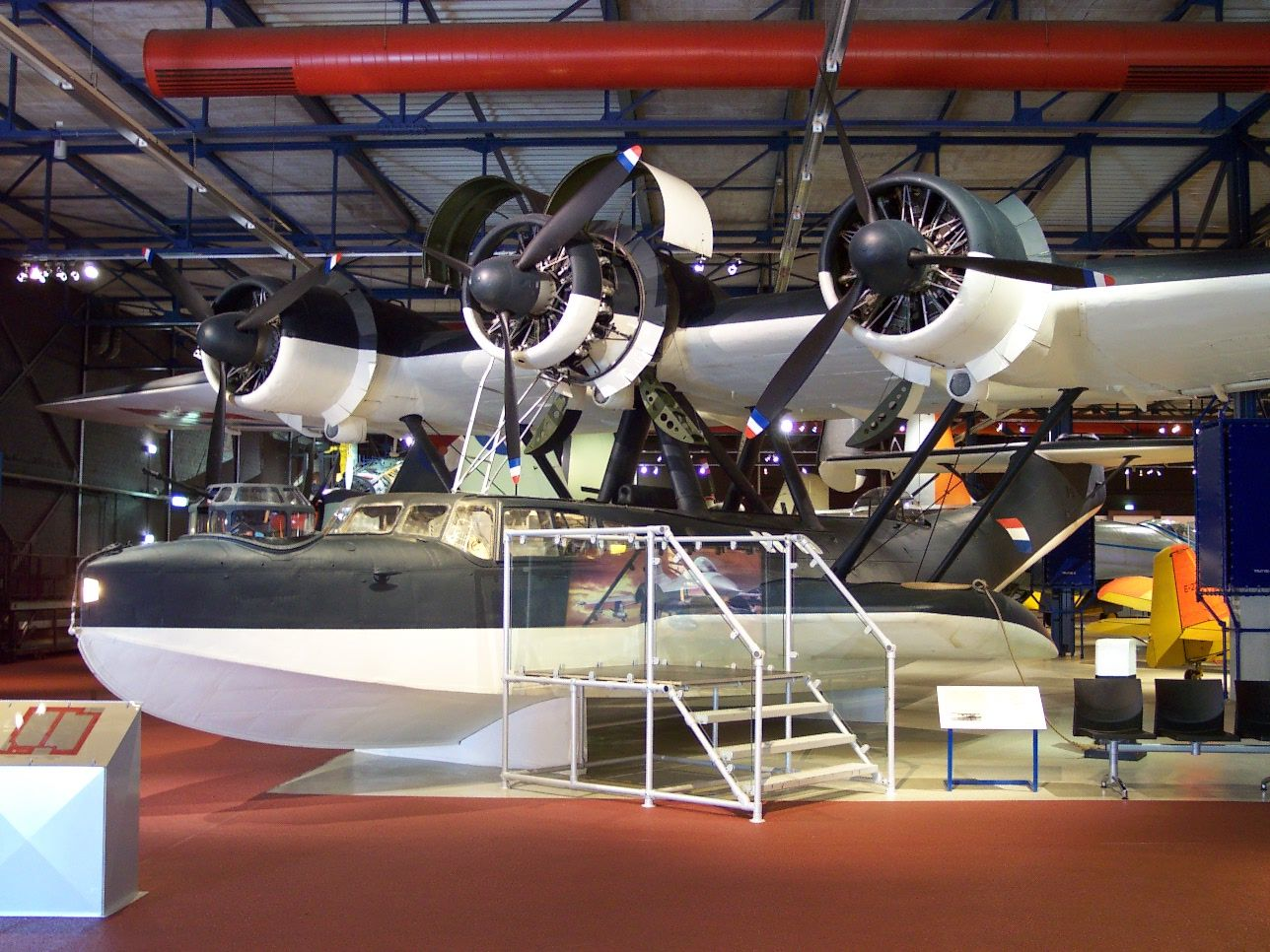
Dornier Do 24 trưng bày

Còn 4 chiếc hoàn chỉnh hiện đang tồn tại:
- Tháng 2 năm 2004, một chiếc máy bay và động cơ đã được phục hồi có tên gọi Do-24 ATT, bắt đầu bay vòng quanh thế giới với sứ mệnh của UNICEF giúp trợ trẻ em ở Philippines. Do-24 ATT được điều khiển bởi Iren Dornier, cháu trai của Claudius Dornier, người thành lập hãng Dornier. Sau khi hoàn thành công việc với UNICEF, nó đã thực hiện một quãng đường bay đặc biệt như một máy bay dân dụng của hãng South East Asian Airlines.
- Một chiếc Do 24T-3 hiện đang trưng bày tại Bảo tàng Không quân Hà Lan, Soesterberg, Hà Lan, nó được sơn ký hiệu của Marine Luchtvaartdienst - Không quân Hải quân Hà Lan. Những người khôi phục đã thực hiện công việc rất tốt với chiếc máy bay này, về lý thuyết nó có thể bay được ít nhất là trong 1 tuần.
- Một chiếc Do 24T-3 đang trưng bày tại Flugwerft Schleißheim một phần của Bảo tàng quốc gia Đức tại Oberschleißheim.
- Một chiếc Do 24T-3 đang trưng bày tại Museo del Aire, Cuatro Vientos, Madrid, Tây Ban Nha.

## Thông số kỹ thuật (Do 24)

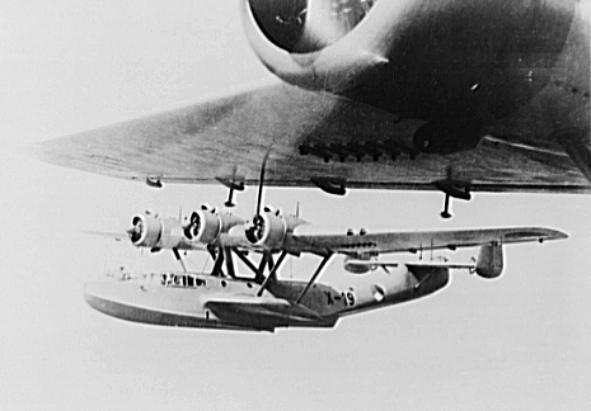
Do 24K-1

### Đặc điểm riêng
- Phi đoàn: 3+
- Chiều dài: 22 m (72 ft 2 in)
- Sải cánh: 27 m (88 ft 6 in)
- Chiều cao: 5,9 m (19 ft 3 in)
- Diện tích cánh: 108 m² (1.162 ft²)
- Trọng lượng rỗng: 13.470 kg (29.700 lb)
- Trọng lượng cất cánh: 18.400 kg (40.565 lb)
- Trọng lượng cất cánh tối đa: n/a
- Động cơ: 3× động cơ 9 xy lanh Bramo 323, 1.000 hp (750 kW) mỗi chiếc

### Hiệu suất bay
- Vận tốc cực đại: 341 km/h (212 mph)
- Bánh kính chiến đấu: 2.900 km (1.802 mi)
- Tầm bay: n/a
- Trần bay: 5.900 m (19.357 ft)
- Vận tốc lên cao: n/a
- Lực nâng của cánh: n/a
- Lực đẩy/trọng lượng: n/a

### Vũ khí
- 1 × pháo MG 151 20 mm
- 2 × súng máy MG 15 7,92 mm
- 600 kg bom

### Trình tự thiết kế
Do 20 -
Do 22 -
Do 23 -
Do 24 -
L 25 -
Do 26 -
Kl 26

### Danh sách
- Danh sách máy bay quân sự của Đức
- Danh sách máy bay quân sự của Đức trong Chiến tranh Thế giới II
- Danh sách máy bay quân sự giữa hai cuộc chiến tranh thế giới
- Danh sách máy bay trong Chiến tranh Thế giới II